# Malostranské dvorky

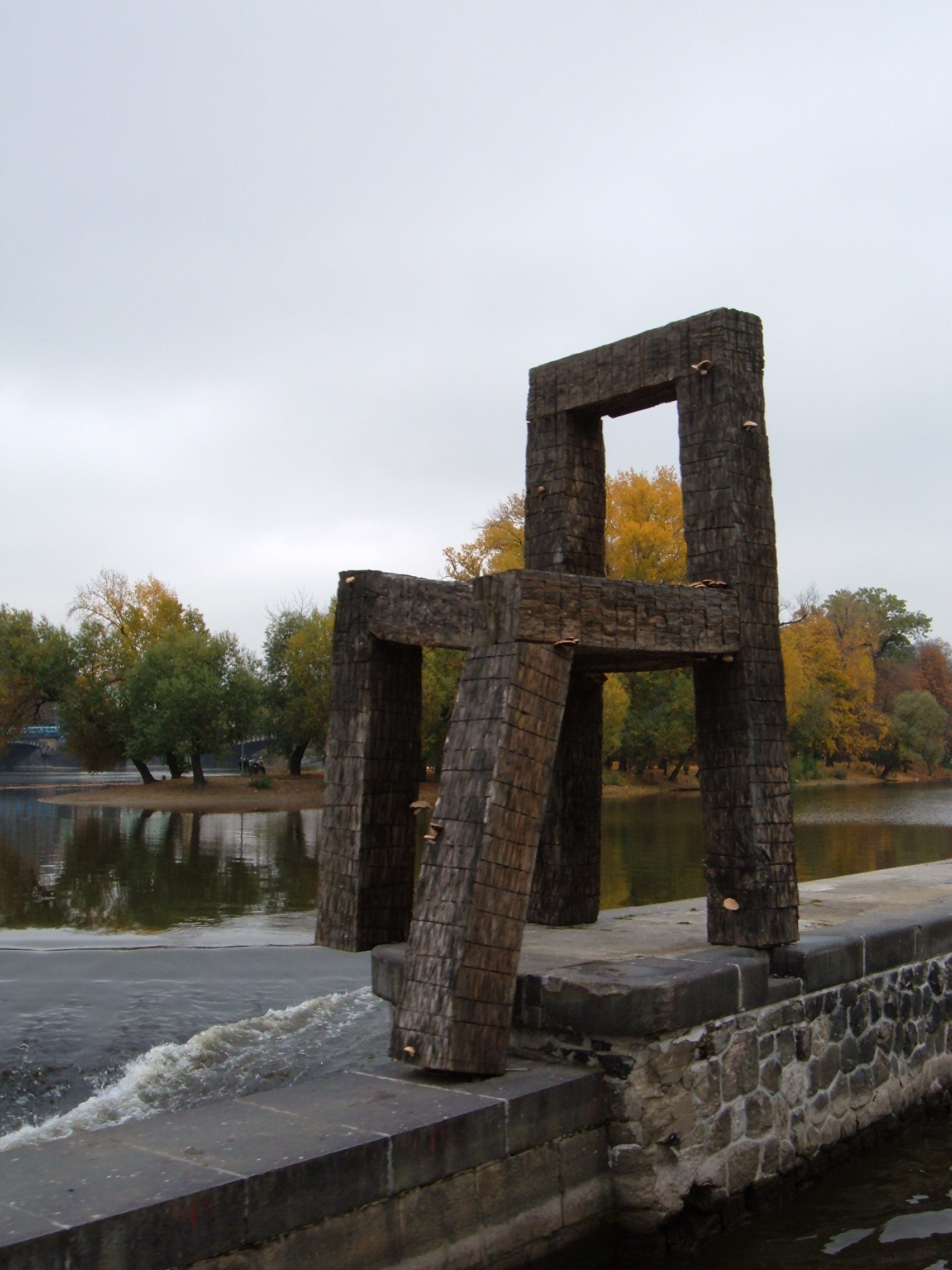
Jedním z exponátů Malostranských dvorků byla i monumentální Židle Magdaleny Jetelové ve dvoře domu Loretánská 13 (dnes umístěná na splavu Vltavy před Muzeem Kampa)

Malostranské dvorky byla kulturní akce pořádaná ve dnech 12.–24. května 1981, při které byla prezentována výtvarná díla především mladší generace umělců v prostředí dvorů a vnitrobloků pražské Malé Strany.
Akci organizovalo Divadlo v Nerudovce a Pražské středisko památkové péče a ochrany přírody prostřednictvím Jiřího T. Kotalíka a navazovalo na některé obdobné aktivity jako byla Socha a město v Liberci nebo Sochařská setkání ve Vojanových sadech. Svou neformálností mimo běžnou soudobou organizaci kulturního života navazovala na podobnou akci v soukromém domě v jihočeském Malechově v létě 1980 (a zopakovanou v srpnu 1981). Charakteristické také bylo, že umění „vystoupilo z výstavních síní“ (některá díla vznikala přímo pro konkrétní prostory) mezi lidi do města.
K účastníkům Malostranských dvorků patřili Eva Fuková, Kurt Gebauer, Magdalena Jetelová, Ivan Kafka, Svatopluk Klimeš, Aleš Lamr, Pavla Michálková, Jiří Mrázek, Naděžda Rawová, Tomáš Ruller, Jiří Sozanský, Čestmír Suška a Olbram Zoubek.
Malostranské dvorky patřily ke klíčovým událostem neformální české výtvarné scény 80. let, spolu se zmíněným Malechovem nebo Chmelnicí, setkání na sklizené chmelnici u Mutějovic na podzim 1983. Na akci pak přímo navázaly Staroměstské dvorky konané v roce 1990 a od roku 2017 pod názvem Malostranské dvorky pořádá kulturní akce v prostorách Malé Strany spolek Piána na ulici Ondřeje Kobzy.

## Dokumenty
Dokumentarista Petr Zrno o výstavě natočil krátký snímek Roztomilé odpoledne, který se v době výstavy několik dní vysílal v kinech v rámci týdeníku. Fotograficky výstavu zdokumentoval Miroslav Fokt.